# هوانوردی تجاری

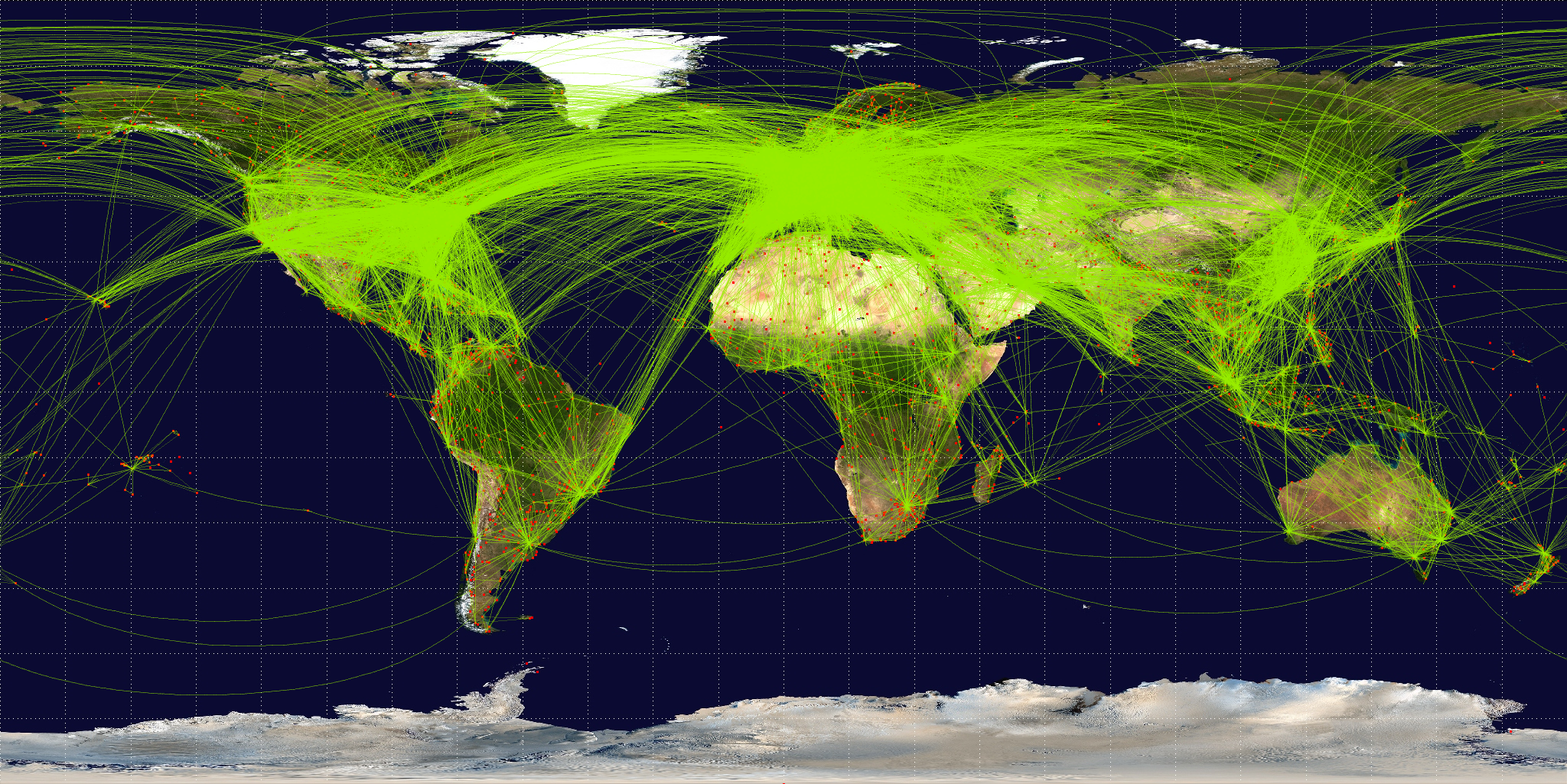
نقشه مسیرهای پرواز بین‌المللی تجاری انجام شده در سال ۲۰۰۹

هوانوردی تجاری بخشی از هوانوردی غیر نظامی است که شامل خرید یا اجاره هواپیما برای جابجایی مسافر یا محموله می‌شود. تا پایان سال ۲۰۱۱ تعداد ۱۷،۷۲۱ هواپیمای جت مسافربری وجود داشتند که ٪۷۰ آنها در آمریکای شمالی در پرواز بودند. در سال ۲۰۱۴، ۷۲۲ هواپیماهای تجاری به ارزش ۲۲ میلیارد دلار آمریکا فروخته شده است.

## تاریخچه
پس از جنگ جهانی دوم با بکارگیری بسیاری از هواپیماهای نظامی برای جابجایی مسافر و بار، هوانوردی تجاری به سرعت رشد کرد. این رشد با استفاده از بدنه هواپیماهای سنگین و فوق سنگینی چون بوئینگ بی-۲۹ و آورو لانکاستر بیشتر هم شد. زیرا می‌شد از آنها در هواپیماهای تجاری استفاده کرد. از داگلاس دی‌سی-۳ نیز در هواپیماهای سبک‌تر یا پروازهای طولانی‌تر استفاده شد. نخستین هواپیمای مسافربری جت تجاری بریتانیا دی هاویلند کامت نام داشت. در سال ۱۹۵۲ هواپیمایی دولت بریتانیا به نام شرکت پروازهای خارجی بریتانیا (به انگلیسی: British Overseas Airways Corporation) کامت را برای خدمت برنامه‌ریزی شده معرفی کرد. با وجود اینکه این هواپیما یک دستاورد فنی بود، اما دارای یک سری نقص‌های عمومی بود. مثلاً شکل پنجره‌ها باعث خستگی فلز آن و ترک خوردن می‌شد. خستگی بر اثر چرخه فشار و کاهش فشار داخل کابین و در نهایت باعث شکست خطرناک بدنه هواپیما می‌شد. پس از حل این مشکلات، جت‌های دیگر طراحی و به آسمان فرستاده شدند.